# アメリカン・ガン
『アメリカン・ガン』（American Gun）は、2002年のアメリカ合衆国の映画。ジェームズ・コバーン主演。

## 概要
一丁の拳銃をとりまく因果を、アメリカの銃社会問題とからめて描いた作品である。ジェームズ・コバーンは本作が製作された2002年に心臓発作で亡くなったため、本作が彼の遺作となった。

## あらすじ
アメリカの田舎町で妻と二人で暮らす年老いた男ティルマン（ジェームズ・コバーン）。彼は第二次世界大戦に従軍した時の心の傷をかかえていた。ティルマンは、こっそり訪ねてきた孫娘ミアに100ドルを渡し、ミアのバッグに一丁の拳銃を見つけ抜き取る。しばらく疎遠であった一人娘ペニー（ヴァージニア・マドセン）が帰省し、ミアがペニーの元から家出していた事を知る。クリスマス前の夜、ペニーは撃たれてしまう。ティルマンは行方不明のミアを探すため、拳銃の素性を追う旅に出る。

## キャスト
※括弧内は日本語吹き替え
- マーティン・ティルマン - ジェームズ・コバーン（小林清志）
- ペニー・ティルマン - ヴァージニア・マドセン（高島雅羅）
- アン・ティルマン - バーバラ・ベイン（鈴木弘子）
- ミア - アレクサンドラ・ホールデン（樋浦茜子）
- 若い頃のマーティン - ライアン・ロック（楠大典）
- 若い頃のアン - ニーシャ・トラウト（多緒都）